# Atletica leggera maschile ai Giochi della XIX Olimpiade
Ai Giochi della XIX Olimpiade di Città del Messico 1968 sono stati assegnati 24 titoli nell'atletica leggera maschile.

## Calendario
| Gare       |              |             |              |              |                         |                         |                   |    |    |  |  |
| 100 m      | 100 m        | 200 m       | 200 m        |              |                         | Staffetta 4x100 m       | Staffetta 4x100 m | 24 |    |  |  |
|            |              |             | 400 m        | 400 m        | 400 m                   | Staffetta 4x400 m       | Staffetta 4x400 m | 24 |    |  |  |
| 400 m ost. | 400 m ost.   | 400 m ost.  | 110 m ost.   | 110 m ost.   |                         |                         |                   | 24 |    |  |  |
| 800 m      | 800 m        | 800 m       |              |              | 1500 m                  | 1500 m                  | 1500 m            | 24 |    |  |  |
| 10.000 m   | 3000 m siepi | 5000 m      | 3000 m siepi | 5000 m       |                         |                         | Maratona          | 24 |    |  |  |
|            | Marcia 20 km |             |              | Marcia 50 km |                         |                         |                   | 24 |    |  |  |
|            | Asta         |             | Asta         | Lungo        | Lungo                   | Alto                    | Alto              | 24 |    |  |  |
|            | Disco        | Disco       | Triplo       | Triplo       |                         |                         |                   | 24 |    |  |  |
| Peso       | Peso         | Giavellotto | Giavellotto  |              |                         |                         |                   | 24 |    |  |  |
|            |              |             | Martello     | Martello     | Decathlon (1ª giornata) | Decathlon (2ª giornata) |                   | 24 |    |  |  |
|            |              |             |              |              |                         |                         |                   |    |    |  |  |
| Titoli     | 1            | 3           | 3            | 4            | 5                       | 2                       | 1                 | 5  | 24 |  |  |

|  | Qualificazioni |  | Finali |

Era dal 1952 che il calendario dell'atletica leggera non iniziava e terminava di domenica.

Per la prima volta le qualificazioni e la finale di tutti i concorsi si svolgono in due giorni diversi.

## Nuovi record
I nove record mondiali sono, per definizione, anche record olimpici.
| Nuovo record mondiale in       | 9 specialità: | 100m, 200m, 400m, 800m, 400h, 4x100, 4x400, Lungo e Triplo.              |
| Nuovo record olimpico in altre | 9 specialità: | 1500m, 110h, Alto, Asta, Peso , Disco, Martello, Giavellotto, Decathlon. |

## Risultati delle gare
| Specialità | Oro                                                                 | Risultato          | Argento                                                         | Risultato          | Bronzo                                                                         | Risultato          | Dettagli            |
| --- | ------------------------------------------------------------------- | ------------------ | --------------------------------------------------------------- | ------------------ | ------------------------------------------------------------------------------ | ------------------ | ------------------- |
| 100 m | Jim Hines                                                           | 9"9 (9"95)         | Lennox Miller                                                   | 10"0 (10"04)       | Charles Greene                                                                 | 10"0 (10"07)       | Classifica completa |
| 200 m | Tommie Smith                                                        | 19"8 (19"83)       | Peter Norman                                                    | 20"0 (20"06)       | John Carlos                                                                    | 20"0 (20"10)       | Classifica completa |
| 400 m | Lee Evans                                                           | 43"8 (43"86)       | Larry James                                                     | 43"9 (43"97)       | Ron Freeman                                                                    | 44"4 (44"41)       | Classifica completa |
| 800 m | Ralph Doubell                                                       | 1'44"3 (1'44"40)   | Wilson Kiprugut                                                 | 1'44"5 (1'44"57)   | Tom Farrell                                                                    | 1'45"4 (1'45"46)   | Classifica completa |
| 1.500 m | Kipchoge Keino                                                      | 3'34"9 (3'34"91)   | Jim Ryun                                                        | 3'37"8 (3'37"89)   | Bodo Tümmler                                                                   | 3'39"0 (3'39"08)   | Classifica completa |
| 5.000 m | Mohamed Gammoudi                                                    | 14'05"0 (14'05"01) | Kipchoge Keino                                                  | 14'05"2 (14'05"16) | Naftali Temu                                                                   | 14'06"4 (14'06"41) | Classifica completa |
| 10.000 m | Naftali Temu                                                        | 29'27"4 (29'27"40) | Mamo Wolde                                                      | 29'28"0 (29'28"75) | Mohamed Gammoudi                                                               | 29'34"2            | Classifica completa |
| 3.000 m siepi | Amos Biwott                                                         | 8'51"0 (8'51"02)   | Benjamin Kogo                                                   | 8'51"6 (8'51"56)   | George Young                                                                   | 8'51"8 (8'51"86)   | Classifica completa |
| 110 m ostacoli | Willie Davenport                                                    | 13"3 (13"33)       | Ervin Hall                                                      | 13"4 (13"42)       | Eddy Ottoz                                                                     | 13"4 (13"46)       | Classifica completa |
| 400 m ostacoli | David Hemery                                                        | 48"1 (48"12)       | Gerhard Hennige                                                 | 49"0 (49"02)       | John Sherwood                                                                  | 49"0 (49"03)       | Classifica completa |
| Maratona | Mamo Wolde                                                          | 2h20'26"4          | Kenji Kimihara                                                  | 2h23'31"0          | Mike Ryan                                                                      | 2h23'45"0          | Classifica completa |
| Marcia 20 km | Vladimir Golubničij                                                 | 1h33'58"4          | José Pedraza                                                    | 1h34'00"0          | Nikolaj Smaga                                                                  | 1h34'03"4          | Classifica completa |
| Marcia 50 km | Christoph Höhne                                                     | 4h20'13"6          | Antal Kiss                                                      | 4h30'17"0          | Larry Young                                                                    | 4h31'55"4          | Classifica completa |
| Salto in alto | Dick Fosbury                                                        | 2,24 m             | Ed Caruthers                                                    | 2,22 m             | Valentin Gavrilov                                                              | 2,20 m             | Classifica completa |
| Salto con l'asta | Bob Seagren                                                         | 5,40 m             | Claus Schiprowski                                               | 5,40 m             | Wolfgang Nordwig                                                               | 5,40 m             | Classifica completa |
| Salto in lungo | Bob Beamon                                                          | 8,90 m             | Klaus Beer                                                      | 8,19 m             | Ralph Boston                                                                   | 8,16 m             | Classifica completa |
| Salto triplo | Viktor Saneev                                                       | 17,39 m            | Nélson Prudêncio                                                | 17,27 m            | Giuseppe Gentile                                                               | 17,22 m            | Classifica completa |
| Getto del peso | Randy Matson                                                        | 20,54 m            | George Woods                                                    | 20,12 m            | Èduard Guščin                                                                  | 20,09 m            | Classifica completa |
| Lancio del disco | Al Oerter                                                           | 64,78 m            | Lothar Milde                                                    | 63,08 m            | Ludvík Daněk                                                                   | 62,92 m            | Classifica completa |
| Lancio del martello | Gyula Zsivótzky                                                     | 73,36 m            | Romual'd Klim                                                   | 73,28 m            | Lázár Lovász                                                                   | 69,78 m            | Classifica completa |
| Lancio del giavellotto | Jānis Lūsis                                                         | 90,10 m            | Jorma Kinnunen                                                  | 88,58 m            | Gergely Kulcsár                                                                | 87,06 m            | Classifica completa |
| Decathlon | Bill Toomey                                                         | 8.193 p.           | Hans-Joachim Walde                                              | 8.111 p.           | Kurt Bendlin                                                                   | 8.064 p.           | Classifica completa |
| Staffetta 4×100 m | Stati Uniti Charles Greene Melvin Pender Ronnie Ray Smith Jim Hines | 38"2 (38"23)       | Cuba Hermes Ramírez Juan Morales Pablo Montes Enrique Figuerola | 38"3 (38"40)       | Francia Gérard Fénouil Jocelyn Delecour Claude Piquemal Roger Bambuck          | 38"4 (38"43)       | Classifica completa |
| Staffetta 4×400 m | Stati Uniti Vincent Matthews Ron Freeman Larry James Lee Evans      | 2'56"1 (2'56"16)   | Kenya Daniel Rudisha Munyoro Nyamau Naftali Bon Charles Asati   | 2'59"6 (2'59"64)   | Germania Ovest Helmar Müller Manfred Kinder Gerhard Hennige Martin Jellinghaus | 3'00"5 (3'00"57)   | Classifica completa |
| record mondiale; record olimpico; record mondiale stagionale; record africano; record asiatico; record europeo; record nord-centroamericano e caraibico; record sudamericano; record oceaniano; record nazionale; record personale; record personale stagionale. |                                                                     |                    |                                                                 |                    |                                                                                |                    |                     |

Statistiche
Dei 22 campioni nelle gare individuali di Tokyo, solo sette si presentano a Città del Messico a difendere il titolo. Spicca il ricambio al vertice dell'atletica statunitense: dei 10 olimpionici USA, solo tre si presentano ai Trials e solo Al Oerter si qualifica (il discobolo vince l'oro portando a quattro la sua striscia vincente, un record).

Sono sei i primatisti mondiali che vincono la loro gara a Città del Messico, nelle seguenti specialità: 100 metri, 200 metri, Salto con l'asta, Getto del peso, Martello e Giavellotto.

## Medagliere Maschile
| Posizione | Paese            |    |    |    | Totale |
| --------- | ---------------- | -- | -- | -- | ------ |
| 1         | Stati Uniti      | 12 | 5  | 7  | 24     |
| 2         | Kenya            | 3  | 4  | 1  | 8      |
| 3         | Unione Sovietica | 3  | 1  | 3  | 7      |
| 4         | Germania Est     | 1  | 2  | 1  | 4      |
| 5         | Ungheria         | 1  | 1  | 2  | 4      |
| 6         | Australia        | 1  | 1  | 0  | 2      |
| 6         | Etiopia          | 1  | 1  | 0  | 2      |
| 8         | Gran Bretagna    | 1  | 0  | 1  | 2      |
| 8         | Tunisia          | 1  | 0  | 1  | 2      |
| 10        | Germania Ovest   | 0  | 3  | 3  | 6      |
| 11        | Brasile          | 0  | 1  | 0  | 1      |
| 11        | Cuba             | 0  | 1  | 0  | 1      |
| 11        | Finlandia        | 0  | 1  | 0  | 1      |
| 11        | Giamaica         | 0  | 1  | 0  | 1      |
| 11        | Giappone         | 0  | 1  | 0  | 1      |
| 11        | Messico          | 0  | 1  | 0  | 1      |
| 17        | Italia           | 0  | 0  | 2  | 2      |
| 18        | Francia          | 0  | 0  | 1  | 1      |
| 18        | Nuova Zelanda    | 0  | 0  | 1  | 1      |
| 18        | Cecoslovacchia   | 0  | 0  | 1  | 1      |
| Totale    | Totale           | 24 | 24 | 24 | 72     |